# ماريا جاكوبسن
ماريا جاكوبسن (بالدنماركية: Maria Jacobsen)‏ هي مبشرة وطبيبة دنماركية، ولدت في 6 نوفمبر 1882 في الدنمارك في مملكة الدنمارك، وتوفيت في 6 نوفمبر 1960 في جبيل في لبنان.